# Пампараптор
Пампараптор (лат. Pamparaptor, буквально — «хищник из пампы») — род ящеротазовых динозавров из клады дейнонихозавров, живших в верхнем меловом периоде (93,5—85,8 млн лет назад) на территории современной провинции Неукен (Аргентина). Окаменелости теропода были найдены в геологической формации Portezuelo Formation. Впервые описан группой палеонтологов D. Porfiri, Jorge O. Calvo и Domenica dos Santos в 2011 году. Представлен одним видом — Pamparaptor micros. В длину достигал около 0,5—0,7 метров.
Кладистический анализ показал, что Pamparaptor принадлежит к группе дейнонихозавров и может относиться либо к базальным дромеозавридам, либо к базальным троодонтидам. В последнем случае он будет первым троодонтидом, который был найден в Южной Америке. Поэтому авторы исследования заключили, что это скорее всего дромеозаврид.